# وكيل مجسد
الوكيل المُجسَّد في الذكاء الاصطناعي، والذي يشار إليه أيضًا أحيانًا باسم وكيل الواجهة هو وكيل ذكي يتفاعل مع البيئة من خلال جسم مادي داخل تلك البيئة. يُطلق على الوكلاء الذين يُمثلون بيانيًا بجسم، على سبيل المثال إنسان أو حيوان كرتوني، اسم الوكلاء المُجسّدين، على الرغم من أن لديهم فقط تجسيدًا افتراضيًا وليس ماديًا. ويركز فرع من فروع الذكاء الاصطناعي على تمكين هؤلاء الوكلاء من التفاعل مستقلًا مع البشر والبيئة. تعد الروبوتات المتنقلة أحد الأمثلة على العناصر المتجسدة جسديً. وكلاء المحادثة المُجسدون هم وكلاء مجسدون (عادةً ما يكون لديهم واجهة أمامية رسومية بدلاً من الجسم الآلي) قادرون على التحادث ومحادثة البشر الذين يستخدمون نفس الوسائل اللفظية وغير اللفظية التي يستخدمها البشر (مثل الإيماءات والوجه والتعبير عن الوجه). التعبير وما إلى ذلك).